# 마케팅 퍼널
마케팅 퍼널(marketing funnel)은 마케팅에서 매출이 왜 발생하는지 분석하고 이해하는 것으로, 마케팅 깔때기라고도 한다.
퍼널의 단계는 Suspect, Prospect, Lead, Opportunity, Client이다.

## 정의
마케팅 퍼널은 고객 유치와 유지를 위한 마케팅 전략에서 가장 기본이 되는 개념 중 하나이다. 이는 고객이 제품 또는 서비스를 구매하기까지의 단계를 나타낸다. 일반적으로, 마케팅 퍼널은 다음과 같은 단계로 이루어진다. 
• 인지 단계 (Awareness): 고객이 제품 또는 서비스를 인지하는 단계이다. 이 단계에서는 마케팅 활동을 통해 제품 또는 서비스에 대한 정보를 전달하고, 고객의 관심을 유발해야 한다. 
• 관심 단계 (Interest): 고객이 제품 또는 서비스에 대한 관심을 가지는 단계이다. 이 단계에서는 고객이 제품 또는 서비스에 대해 자세히 알아보고, 필요에 따라 추가 정보를 요청할 수 있도록 해야 한다. 
• 고민 단계 (Consideration): 고객이 제품 또는 서비스를 구매하기 전에 고민하는 단계이다. 이 단계에서는 고객이 제품 또는 서비스를 비교분석하고, 구매 결정을 내리기 위해 필요한 정보를 제공해야 한다. 
• 구매 단계 (Purchase): 고객이 제품 또는 서비스를 구매하는 단계이다. 
• 충성 단계 (Retention): 고객이 제품 또는 서비스에 만족하고, 재구매 또는 추천을 할 가능성이 높은 단계이다. 

마케팅 퍼널의 활용
마케팅 퍼널은 다양한 방식으로 활용될 수 있다. 가장 일반적으로는 각 단계별로 다른 마케팅 전략을 구성하고, 고객 유치와 구매 결정을 촉진하는 데 중요한 역할을 한다. 
인지 단계에서는 광고, 소셜 미디어, 검색 엔진 최적화 등을 활용하여 제품 또는 서비스를 인지시키는 것이 중요하다. 
관심 단계에서는 제품이나 서비스를 필요로 하는 고객들이 해당 제품이나 서비스에 대한 정보를 수집하고 있는 단계이다. 이때, 고객들이 해당 제품이나 서비스를 검색할 때 검색 엔진 최적화(SEO)를 통해 검색 결과 상위에 노출될 수 있도록 마케팅 전략을 세우는 것이 중요하다. 또한, 소셜 미디어 등을 활용하여 제품이나 서비스의 정보를 공유하고, 소비자들이 관심을 가질 수 있는 콘텐츠를 제공하여 고객들의 관심을 유도할 수 있다. 
고민 단계에서는 고객들이 제품이나 서비스와 경쟁 제품을 비교분석하는 단계이다. 이때, 제품 또는 서비스의 우수성을 강조하고, 가격 및 특징 등의 정보를 제공하는 것이 중요하다. 이를 위해, 제품 또는 서비스의 강점을 강조하는 마케팅 콘텐츠를 제공하거나, 가격 비교 정보를 제공하는 등의 방법을 사용할 수 있다. 
구매 단계에서는 고객이 제품이나 서비스를 실제로 구매하는 단계이다. 이 단계에서는 고객에게 적극적으로 구매를 유도하는 마케팅 전략을 세우는 것이 중요하다. 예를 들어, 할인 쿠폰을 제공하거나, 무료 배송 혜택 등을 제공하여 고객들의 구매욕구를 자극할 수 있다. 
충성 단계에서는 고객들이 제품이나 서비스를 재구매하거나, 추천하는 등의 충성도를 유지하는 단계이다. 이때는 고객 서비스를 강화하고, 브랜드 이미지를 유지하며, 고객들과의 소통을 유지하는 등의 전략을 사용할 수 있다. 또한, 리뷰 및 피드백 등을 통해 고객들의 요구사항을 파악하고, 이를 반영하여 제품이나 서비스의 품질을 개선하는 것이 중요하다.

마케팅 퍼널의 적용 사례
마케팅 퍼널은 다양한 분야에서 적용되고 있다. 아래는 그 중 일부 예시이다. 
• 전자상거래 분야 : 전자상거래 업체에서는 마케팅 퍼널을 활용하여 잠재고객들의 구매로 이어지는 전환율을 높이고 있다. 예를 들어, 구매하지 않은 장바구니에 대한 이메일 마케팅을 보내는 것은 관심 단계에 있는 고객들을 구매 단계로 유도하는 효과가 있다. 
• 부동산 분야 : 부동산 업체에서는 마케팅 퍼널을 활용하여 고객 유치를 진행하고 있다. 예를 들어, 관심 단계에 있는 고객들에게는 부동산 정보 제공이나 블로그 포스팅을 통해 부동산 지식을 공유하며, 구매 단계에 있는 고객들에게는 집 구매 방법이나 대출 방법 등에 대한 상담을 제공한다. 
• 소프트웨어 분야 : 소프트웨어 업체에서는 마케팅 퍼널을 활용하여 소프트웨어 판매를 증진시키고 있다. 예를 들어, 관심 단계에 있는 고객들에게는 소프트웨어의 기능이나 사용 방법을 설명하는 블로그 포스팅이나 이메일 마케팅을 제공하며, 구매 단계에 있는 고객들에게는 제품 설명서나 고객센터를 통해 상세한 정보를 제공한다. 
위와 같이, 마케팅 퍼널은 다양한 분야에서 활용되고 있으며, 각 분야에서 특화된 전략을 적용하여 성공적인 마케팅을 이끌어 내는 데 큰 역할을 한다.